# Monica Bellucci
Monica Anna Maria Bellucci (ur. 30 września 1964 w Città di Castello) – włoska aktorka filmowa.
Początkowo pracowała jako modelka, w filmie debiutowała w 1990 roku. Grała głównie w filmach włoskich i francuskich (m.in. Apartament z 1996, nominacja do Cezara; Doberman z 1997).
Pozycję gwiazdy ugruntowała rolami w kontrowersyjnym Nieodwracalne Gaspara Noé z 2002, ekranizacji komiksu Asterix i Obelix: Misja Kleopatra z 2002, drugiej i trzeciej części trylogii Lany i Lilly Wachowskich (Matrix Reaktywacja i Matrix Rewolucje z 2003) oraz w Pasji Mela Gibsona (2004), gdzie wcieliła się w postać Marii Magdaleny.

## Życiorys
Monica Bellucci urodziła się w Città di Castello jako jedyne dziecko Pasquale Bellucciego, właściciela firmy spedycyjnej i Brunelli Briganti, gospodyni domowej. Data urodzenia aktorki pozostaje sporna. Podaje się lata 1964, 1968 i 1969; najwięcej zdaje się przemawiać za pierwszą z podanych dat.
W 1984 roku ukończyła Liceum Klasyczne im. Pliniusza Młodszego (Liceo Classico „Plinio il Giovane”) w rodzinnym mieście, a następnie rozpoczęła studia prawnicze na Uniwersytecie w Perugii (Università degli Studi di Perugia).
W celu utrzymania się na studiach już na pierwszym roku rozpoczęła karierę modelki. Po 6 miesiącach, roku lub dwóch latach zrezygnowała ze studiów, nie mogąc pogodzić ich z pracą.
W roku 1988 przeniosła się do Mediolanu i podpisała kontrakt z Elite Model Management. Szybko została jedną z głównych modelek domu mody Dolce & Gabbana. Reklamowała biżuterię, perfumy i zegarki. Jej zdjęcia pojawiały się we włoskich (m.in. okładka „Blow Up” z maja 1992 roku) i zagranicznych magazynach (m.in. okładka francuskiego „Photo” z kwietnia 1990 roku; amerykański „Sports Illustrated” z 11 lutego 1991 roku). Pozowała m.in. dla takich fotografów jak Bruce Weber, Richard Avedon i Fabrizio Ferri.
Podobnie jak wiele modelek postanowiła spróbować swoich sił w filmie. W 1990 roku zagrała swoją pierwszą rolę we włoskim serialu Życie u boku dzieci w reżyserii Dina Risiego. Jej debiutem kinowym był film La Riffa z 1991 roku, gdzie wcieliła się we Francescę, wdowę zmuszoną do uprawiania prostytucji.
W jednym z magazynów zauważył ją Francis Ford Coppola i tylko na podstawie zdjęć dał jej niewielką rolę w Drakuli (1992). Bellucci, izraelska modelka Michaela Bercu oraz Rumunka Florina Kendrick zagrały trzy narzeczone transylwańskiego władcy.
Po występie u Coppoli kariera aktorska Moniki Bellucci nie nabrała szczególnego rozpędu. W Bohaterach – komedii kryminalnej Carla Vanziny z 1994 roku – zagrała piękną Deborah, jednak zwykle dostawała role trzecioplanowe lub epizodyczne jak żona faraona w uhonorowanym nagrodą Emmy filmie biblijnym Józef (1995) czy księżniczka w niemiecko-włoskiej baśni filmowej Księżniczka Alisea (1996), gdzie nie została uwzględniona nawet w napisach końcowych. W filmie Niebo coraz bardziej błękitne (1995) Antonia Luigiego Grimaldiego zagrała w epizodzie trwającym około minuty.
W 1996 roku, gdy zdobyła rolę Lisy w Apartamencie Gilles’a Mimouniego, definitywnie zdecydowała się na aktorstwo i wyjechała do Francji. Film okazał się sporym sukcesem, zdobywając m.in. nagrodę BAFTA w kategorii najlepszego filmu nieanglojęzycznego. Z kolei sama Bellucci w 1997 roku za występ w Apartamencie otrzymała nominację do Césara w kategorii najbardziej obiecująca aktorka.
Po Apartamencie wystąpiła w kolejnych francuskich produkcjach – m.in. sensacyjnym Dobermanie Jana Kounena (1997), komediowym W krzywym zwierciadle wyobraźni Laurenta Bénéguiego (1997) oraz w czarnej komedii Hervégo Hadmara zatytułowanej Jak ryba bez wody (1999). Pojawiła się też w Atomowym amancie (1998), melodramacie hiszpańskiej reżyserki Isabel Coixet. Włoska aktorka nie rezygnowała z występów w filmach produkowanych w jej ojczyźnie – w komediodramacie zatytułowanym Noworoczny koniec świata (1998) wcieliła się w postać zdradzanej przez męża Giulii, która mści się na niewiernym małżonku. Autorem scenariusza (opartego na powieści Niccolò Ammanitiego) i reżyserem tego filmu był Marco Risi, syna Dina Risiego, u którego osiem lata wcześniej debiutowała Bellucci.
W 2000 roku po raz pierwszy zagrała dużą rolę w hollywoodzkiej produkcji – w Podejrzanym wystąpiła obok Gene’a Hackmana i Morgana Freemana. Film był remake'em francuskiego kryminału zatytułowanego Przesłuchanie w noc sylwestrową z 1981 roku. Bellucci zagrała Chantal, piękną i wyrachowaną żonę adwokata Henry’ego Hearsta, oskarżonego o zabójstwo dwóch nastoletnich dziewczynek.
Po występie w Podejrzanym otrzymała wiele propozycji zagrania w amerykańskich filmach, które odrzuciła, decydując się przyjąć tytułową rolę w Malenie Giuseppe Tornatore.
W 2002 roku wystąpiła w filmie Nieodwracalne. Dzieło Gaspara Noé było przeznaczone dla widzów, którzy skończyli 21 lat m.in. ze względu na kilkunastominutową scenę gwałtu; Bellucci grała ją 6 razy bez przerw. „Nie sądzę, by amerykańska aktorka jej klasy odważyła się na coś takiego. Monica ma jaja” – komentował Noé. Krytyka doceniła jednak występ włoskiej aktorki. „Dotąd bywała ozdóbką ekranów – teraz zabłysła w dojrzałej, dramatycznej roli” – pisał Wiesław Kot.
W 2004 roku, z powodu ciąży, zrezygnowała z roli w filmie Zimne dranie (zastąpiła ją Connie Nielsen). Zasiadała w jury konkursu głównego na 59. MFF w Cannes (2006).
W 2015 roku w filmie Spectre w wieku 51 lat wcieliła się w postać Lucii Sciarry, stając się jednocześnie najstarszą „dziewczyną Bonda”.

## Życie prywatne
3 stycznia 1990 roku poślubiła fotografa Claudio Bassę; ich małżeństwo zakończyło się rozwodem. Później była związana z włoskim aktorem Nicolą Farronem. W 1996 roku związała się z francuskim aktorem Vincentem Casselem, którego poznała na planie filmu Apartament. Bellucci i Cassel pobrali się w 1999 roku. Para zamieszkała w Paryżu. 12 września 2004 roku w Rzymie urodziła się ich córka – Deva. 21 maja 2010 roku w Rzymie urodziła się ich druga córka – Léonie. Pod koniec sierpnia 2013 doszło do rozwodu. W lutym 2023 ogłosiła, że jest w związku z amerykańskim reżyserem Timem Burtonem.
Bellucci w wywiadzie przyznała, że pochodzi z katolickiego regionu Włoch, ale nie czuje się katoliczką, lecz agnostyczką.

## Filmografia
- 1990: Życie u boku dzieci (Vita coi figli), jako Elda
- 1991: La Riffa, jako Francesca
- 1992: Ostinato destino, jako Marina i Angela
- 1992: Drakula (Bram Stoker’s Dracula), jako szarlatanka w zamku Draculi
- 1993: Briganti, jako Constanza
- 1994: Bohaterowie (I mitici – Colpo gobbo a Milano), jako Deborah
- 1995: Biały delfin (Palla di neve), jako Melina
- 1995: Józef (Joseph), jako żona faraona
- 1996: Alisea i wyśniony książę (Sorellina e il principe del sogno), jako księżniczka
- 1996: Niebo coraz bardziej błękitne (Il cielo è sempre più blu)
- 1996: Apartament (L’Appartement), jako Lisa
- 1997: Stressati
- 1997: Doberman (Dobermann), jako Nathalie
- 1997: W krzywym zwierciadle wyobraźni (Mauvais genre), jako Camille
- 1997: Jak bardzo mnie pragniesz (Come mi vuoi), jako Nellina
- 1998: Plaisir (et ses petits tracas), jako zapłakana dziewczyna
- 1998: Compromis, jako Monique
- 1998: Noworoczny koniec świata (L’Ultimo capodanno), jako Giulia
- 1998: Atomowy amant (A los que aman), jako Valeria
- 1999: Jak ryba bez wody (Comme un poisson hors de l’eau (Like a Fish Out of Water)), jako Myrtille
- 1999: Méditerranées, jako Marguerite
- 2000: Podejrzany (Under Suspicion), jako Chantal Hearst
- 2000: Franck Spadone, jako Laura
- 2000: Malena (Malèna), jako Malena Scordia
- 2001: Braterstwo wilków (Le Pacte des loups), jako Sylvia
- 2002: Asterix i Obelix: Misja Kleopatra (Astérix & Obélix: Mission Cléopâtre), jako Kleopatra
- 2002: Nieodwracalne (Irréversible), jako Alex
- 2003: Pamiętaj mnie (Ricordati di me), jako Alessia
- 2003: Łzy słońca (Tears of the Sun), jako dr Lena Fiore Kendricks
- 2003: Matrix Reaktywacja (The Matrix Reloaded), jako Persefona
- 2003: Matrix Rewolucje (The Matrix Revolutions), jako Persefona
- 2003: Sindbad: Legenda siedmiu mórz (Sinbad: Legend of the Seven Seas), jako Marina (głos we francuskiej wersji językowej)
- 2004: Pasja (The Passion of the Christ), jako Maria Magdalena
- 2004: Tajni agenci (Agents secrets), jako Barbara/Lisa
- 2004: Ona mnie nienawidzi (She Hate Me), jako Simona Bonasera
- 2005: Nieustraszeni bracia Grimm (The Brothers Grimm), jako królowa Luster
- 2005: Za ile mnie pokochasz? (Combien tu m’aimes?), jako Daniela
- 2006: Sheitan, jako piękna wampirzyca
- 2006: Napoleon i ja (N (Io e Napoleone)), jako Emilia Speziali
- 2006: Kamienny krąg (Le Concile de pierre), jako Laura Siprien
- 2007: Manuale d’amore 2 (Capitoli successivi), jako Lucia
- 2007: Tylko strzelaj (Shoot 'Em Up), jako DQ
- 2007: Decydujący skok (Deuxième souffle), jako Manouche
- 2008: Dzika krew (Sanguepazzo), jako Luisa Ferida
- 2008: Mężczyzna, który kocha (L’uomo che ama), jako Alba
- 2009: Prywatne życie Pippy Lee (The Private Lives of Pippa Lee), jako Gigi
- 2009: Nie oglądaj się (Ne te retourne pas), jako Jeanne (w roli głównej, tę samą postać zagrała Sophie Marceau)
- 2010: Niewygodna prawda (The Whistleblower), jako Laura Leviani (inny tytuł: Ryzykantka)
- 2010: Uczeń czarnoksiężnika (The Sorcerer’s Apprentice), jako Veronica
- 2010: Rose, c’est Paris, jako duch na gali
- 2011: Gorące lato (Un été brûlant), jako Angèle
- 2011: Co kryje miłość (Manuale d’amore 3), jako Viola
- 2012: Czas nosorożca (Fasle kargadan), jako Mina
- 2013: Zdarzyło się w Saint-Tropez (Des gens qui s’embrassent), jako Giovanna
- 2014: Cuda (Le meraviglie), jako Milly Catena
- 2015: Spectre, jako Lucia Sciarra
- 2016: Na mlecznej drodze (On the Milky Road) jako Nevesta
- 2017: Twin Peaks jako Monica Bellucci
- 2024: Beetlejuice Beetlejuice, jako Delores LaVerge

## Nagrody
- 1997: Apartament (nominacja) Cezar dla najbardziej obiecującej aktorki
- 2001: Braterstwo wilków (nominacja) Saturn dla najlepszej aktorki drugoplanowej